# Miakechakesa
Miakechakesa (Sisseton vlastiti), jedna od dviju glavnih skupina Sisseton Indijanaca. Njihovo stanište 1824. nalazilo se u području rijeka Blue Earth i Cottonwood i piril ose na zapad do Coteau des Prairies. 
Što je bilo tipično skupini Kahra, Miakechakesa ili Sisseton vlastiti nisu imali stalnih naselja ni koliba od kore drveta. Zimi su lovili na rijeci Blue Earth, a preko ljeta su odlazili u lov na bizone sve do rijeke Missouri. Njihov broj iznosio jwe oko 1.000.
Ostali nazivi: Lower Sissetons, South Sussetons, Mia Kechakesa, Mi-ah-kee-jack-sah.